# Cosmologie cyclique conforme
La cosmologie cyclique conforme (CCC), en anglais : Conformal cyclic cosmology, est un modèle cosmologique dans le cadre de la relativité générale, avancé par le physicien théoricien Roger Penrose,,, lauréat du prix Nobel de physique 2020. Dans la CCC, l'Univers se réitère à travers une série de cycles infinis, l'infinité temporelle future de chaque itération précédente étant identifiée à la singularité du Big Bang suivant. Roger Penrose affirme que « l'univers dans lequel nous évoluons ne serait ainsi pas le premier, ni le dernier d'ailleurs ».
Roger Penrose a popularisé cette théorie dans son livre, de 2010, intitulé Les Cycles du temps : une nouvelle vision de l’Univers.

## Construction fondamentale
La construction fondamentale de Roger  Penrose consiste à relier une suite infinie d'espaces-temps ouverts pour la métrique de Friedmann-Lemaître-Robertson-Walker (FLRW), chacun représentant un Big Bang suivi d'une expansion future infinie. Roger Penrose remarque que la limite conforme passée d'une copie de l'espace-temps FLRW peut être « liée » à la limite conforme future d'une autre, après un redimensionnement conforme approprié. En particulier, chaque mesure individuelle de FLRW {\displaystyle {\displaystyle g_{ab}}} est multipliée par le carré d'un facteur conforme {\displaystyle {\displaystyle \Omega }} qui s'approche de zéro à l'infini temporel, « écrasant » effectivement la future frontière conforme à une hypersurface régulière conforme (qui est semblable à l'espace s'il y a une constante cosmologique positive, comme on le sait actuellement). Le résultat est une nouvelle solution aux équations d'Einstein, que Roger Penrose prend pour représenter l'Univers entier, et qui est composée d'une séquence de secteurs que Roger Penrose appelle « éons » (en anglais : Aeons).
L'hypothèse de la cosmologie cyclique conforme exige que toutes les particules massives finissent par disparaître de l'Univers, y compris celles qui seraient alors trop éloignées de toutes les autres particules pour s'annihiler avec elles.
Comme le souligne Roger Penrose, la désintégration des protons est une possibilité envisagée dans diverses extensions spéculatives du modèle standard, mais elle n'a jamais été observée. En outre, tous les électrons doivent également se désintégrer, ou perdre leur charge et/ou leur masse, ce qu'aucune spéculation conventionnelle ne permet.
Une autre possibilité pour que l'Univers finisse sans masse est que toute la matière de l'Univers soit finalement absorbée par des trous noirs et transformée en photons sans masse par évaporation des trous noirs au bout de l'ordre de 10100 années.

## Implications physiques
La caractéristique significative de cette construction, pour la physique des particules, est que, puisque les bosons obéissent aux lois de la théorie quantique invariante conforme, ils se comporteront de la même manière dans les éons rééchelonnés que leurs anciens homologues du FLRW (classiquement, cela correspond à des structures en cône de lumière préservées dans le cadre d'un rééchelonnement conforme). Pour ces particules, la frontière entre les éons n'est pas du tout une frontière, mais juste une surface semblable à l'espace qui peut être traversée comme n'importe quelle autre. Les fermions, en revanche, restent confinés à un éon donné, offrant ainsi une solution pratique au paradoxe de l'information du trou noir ; selon Roger Penrose, les fermions doivent être irréversiblement convertis en rayonnement lors de l'évaporation du trou noir, pour préserver la finesse de la frontière entre les éons.
Les propriétés de courbure de la cosmologie de Roger Penrose conviennent également à d'autres aspects de la cosmologie. Tout d'abord, la frontière entre les éons satisfait l'hypothèse de la courbure de Weyl (en), fournissant ainsi un certain type de passé, de faible entropie, comme l'exigent la mécanique statistique et l'observation. Deuxièmement, Roger Penrose a calculé qu'une certaine quantité de rayonnement gravitationnel devrait être préservée à travers la frontière entre les éons. Roger Penrose suggère que ce rayonnement gravitationnel supplémentaire pourrait être suffisant pour expliquer l'accélération cosmique, observée sans faire appel à un champ de matière d'énergie noire.

## Tests empiriques
En 2010, Roger Penrose et Vahe Gurzadyan (en) publient une préimpression d'un article affirmant que les observations de température du fond diffus cosmologique (FDC) faites par l'observatoire spatial Wilkinson Microwave Anisotropy Probe (WMAP) et l'expérience BOOMERanG permettraient d'identifier des cercles concentriques de faible variance par rapport aux simulations basées sur le modèle Lambda-CDM de cosmologie, invoquant des résultats à 6 σ.
Toutefois, la signification statistique de la détection revendiquée est contestée depuis lors. Trois groupes ont indépendamment tenté de reproduire ces résultats, mais ont constaté que la détection des anomalies concentriques n'était pas statistiquement significative, dans la mesure où les données ne faisaient pas apparaître plus de cercles concentriques que dans les simulations Lambda-CDM,,.
La raison du désaccord est retracée jusqu'à la question de comment construire les simulations qui sont utilisées pour déterminer l'importance : les trois tentatives indépendantes de répéter l'analyse ont toutes utilisé des simulations basées sur le modèle standard Lambda-CDM, tandis que Roger Penrose et Vahe Gurzadyan ont utilisé une approche non standard et non documentée.
En 2013, Vahe Gurzadyan et Roger Penrose publient la suite de leurs travaux en introduisant une nouvelle méthode qu'ils appellent la « procédure sky-twist » (non basée sur des simulations) dans laquelle les données WMAP sont directement analysées ; en 2015, ils publient les résultats de l'analyse des données de Planck confirmant celles de WMAP, y compris la répartition inhomogène de ces structures dans le ciel.
Dans un article publié le 6 août 2018, Daniel An, Krzysztof Antoni Meissner (en), Pawel Nurowski et Roger Penrose présentent une analyse continue des données du FDC, car il leur semble que « (…) les points anormaux constituent un nouvel apport important à la cosmologie, indépendamment de la validité de la CCC ». Ils suggèrent également que ces anomalies pourraient être des « points de Hawking », les signaux résiduels provenant de « l'évaporation selon Hawking de trous noirs supermassifs dans l'éon précédant le nôtre ». La version originale de leur article affirmait qu'un emplacement en mode B trouvé par l'équipe BICEP2 est situé à l'un de ces points Hawking ; cette affirmation a été retirée dans une mise à jour ultérieure. Une analyse ultérieure révèle que ces anomalies n'étaient pas statistiquement significatives.

## Cosmologie cyclique conforme et paradoxe de Fermi
En 2015, Vahe Gurzadyan et Roger Penrose discutent également du paradoxe de Fermi, la contradiction apparente entre le manque de preuves mais les estimations de haute probabilité de l'existence de civilisations extraterrestres. Dans le cadre de la cosmologie cyclique conforme, le fond micro-onde cosmique offre la possibilité de transférer des informations d'un éon à l'autre, y compris des signaux intelligents dans le cadre du concept de panspermie d'information (en).

### Sources
: document utilisé comme source pour la rédaction de cet article.

#### Articles
- (en) Edwin Cartlidge, « Penrose claims to have glimpsed universe before Big Bang », physicsworld.com [lien archivé],‎ 19 novembre 2010 (lire en ligne, consulté le 10 octobre 2020). .
- (en) A DeAbreu, « Searching for concentric low variance circles in the cosmic microwave background », Journal of Cosmology and Astroparticle Physics, vol. 2015, no 12,‎ 2015, p. 031 (DOI 10.1088/1475-7516/2015/12/031, Bibcode 2015JCAP...12..031D, arXiv 1508.05158). .
- (en) VG Gurzadyan et R Penrose, « Concentric circles in WMAP data may provide evidence of violent pre-Big-Bang activity », Astrophysics,‎ 16 novembre 2010 (arXiv 1011.3706, lire en ligne, consulté le 14 octobre 2020). .
- (en) VG Gurzadyan et R Penrose, « More on the low variance circles in CMB sky », Astrophysics,‎ 7 décembre 2010 (arXiv 1012.1486, lire en ligne, consulté le 14 octobre 2020). .
- (en) VG Gurzadyan et Roger Penrose, « On CCC-predicted concentric low-variance circles in the CMB sky », Eur. Phys. J. Plus, vol. 128, no 2,‎ 25 février 2013, p. 22 (DOI 10.1140/epjp/i2013-13022-4, lire en ligne, consulté le 10 octobre 2020). .
- (en) VG Gurzadyan et Roger Penrose, « CCC and the Fermi paradox », Eur. Phys. J. Plus, vol. 131,‎ 2016, p. 11 (DOI 10.1088/2041-8205/733/2/L29, Bibcode 2016EPJP..131...11G, arXiv 1512.00554, lire en ligne, consulté le 14 octobre 2020).
- (en) Daniel An, Krzysztof A. Meissner, Pawel Nurowski et Roger Penrose, « Apparent evidence for Hawking points in the CMB Sky », Astrophysics,‎ 6 août 2018 (arXiv 1808.01740, hhttps://arxiv.org/abs/1808.01740, consulté le 14 octobre 2020). .
- (en) A Hajian, « Are There Echoes From The Pre-Big Bang Universe? A Search for Low Variance Circles in the CMB Sky », The Astrophysical Journal, vol. 740, no 2,‎ 8 décembre 2010, p. 52 (DOI 10.1088/0004-637X/740/2/52, Bibcode 2011ApJ...740...52H, arXiv 1012.1656). .
- (en) Dylan L. Jow et Douglas Scott, « Re-evaluating evidence for Hawking points in the CMB », Journal of Cosmology and Astroparticle Physics, vol. 733, no 2,‎ 9 mars 2020, p. 021 (ISSN 1475-7516, DOI 10.1088/1475-7516/2020/03/021, Bibcode 2020JCAP...03..021J, arXiv 1909.09672, lire en ligne, consulté le 14 octobre 2020). .
- (en) A Moss, D Scott et JP Zibin, « No evidence for anomalously low variance circles on the sky », Journal of Cosmology and Astroparticle Physics, vol. 2011, no 4,‎ 7 décembre 2010, p. 033 (DOI 10.1088/2041-8205/733/2/L29, Bibcode 2011JCAP...04..033M, arXiv 1012.1305, lire en ligne, consulté le 12 octobre 2020). .
- (en) Jason Palmer, « Cosmos may show echoes of events before Big Bang », BBC News,‎ 27 novembre 2010 (lire en ligne, consulté le 10 octobre 2020). .
- Christian Taveira, « Un autre univers existait avant le nôtre, selon le nouveau prix Nobel de Physique », CNews,‎ 9 octobre 2020 (lire en ligne, consulté le 10 octobre 2020). .
- (en) IK Wehus et HK Eriksen, « A search for concentric circles in the 7-year WMAP temperature sky maps », The Astrophysical Journal, vol. 733, no 2,‎ 7 décembre 2010, p. L29 (DOI 10.1088/2041-8205/733/2/L29, Bibcode 2011ApJ...733L..29W, arXiv 012.1268, lire en ligne, consulté le 14 octobre 2020). .